# 過硝酸
過硝酸(Peroxynitric acid)は、化学式HNO4の化合物である。過酸化亜硝酸等とともに窒素のオキシ酸である。

## 合成
過硝酸の共役塩基である過硝酸塩は、中性条件下でペルオキシ亜硝酸塩を分解することで急速に形成する。

## 大気化学
過硝酸は、不安定ではあるが大気中で形成される。以下の可逆ラジカル反応を通じ、二酸化窒素の貯留として重要である。
HO2NO2  HO•
2 + NO•
2